# Anthurium subcarinatum
Anthurium subcarinatum är en kallaväxtart som beskrevs av Adolf Engler. Anthurium subcarinatum ingår i släktet Anthurium och familjen kallaväxter. Inga underarter finns listade.